# سیارک ۴۶۵۱۴
سیارک ۴۶۵۱۴ (به انگلیسی: 46514 Lasswitz، نامگذاری:1977JA) چهل و شش هزار و پانصد و چهاردهمین سیارک کشف شده‌است که در ۱۵ مه ۱۹۷۷ کشف شد.